# Tarachidia tenuescens
Tarachidia tenuescens är en fjärilsart som beskrevs av Smith 1902. Tarachidia tenuescens ingår i släktet Tarachidia och familjen nattflyn. Inga underarter finns listade i Catalogue of Life.